# Галактоманнан

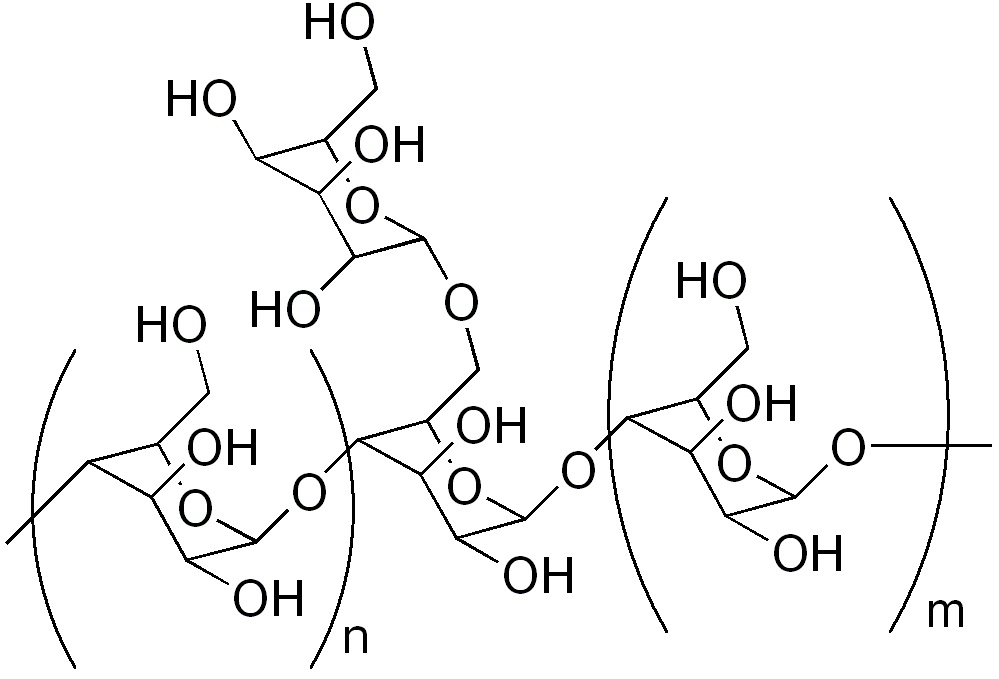
Сегмент галактоманнану, що демонструє манозний скелет (унизу) з розгалуженою одиницею галактози (угорі)

Галактоманнани — полісахариди, що складаються з манозної основи з галактозними бічними групами, точніше, (1-4)-зв’язаного бета-D-маннопіранозного остова з точками розгалуження від їхніх 6-положень, пов’язаних з альфа-D-галактозою (тобто 1-6 -зв'язана альфа-D-галактопіраноза).
У порядку зростання числа співвідношення манози до галактози:
- гуньба сінна, маноза:галактоза ~1:1
- гуарова камедь, маноза:галактоза ~2:1
- камедь тара, маноза:галактоза ~3:1
- камедь бобів ріжкового дерева або камедь ріжкового дерева, маноза:галактоза ~4:1
- камедь касії, маноза:галактоза ~5:1

Галактоманнани часто використовуються в харчових продуктах для підвищення в'язкості водної фази.
Гуарова камедь використовувалася для додання в'язкості штучним сльозам, але вона не така стабільна, як карбоксиметилцелюлоза.